# 太平天国忠王府
31°19′31″N 120°37′28″E / 31.32528°N 120.62444°E
太平天国忠王府，位于中华人民共和国江苏省苏州市姑苏区娄门内东北街204号，是太平天国时期忠王李秀成在苏州的宅邸。该宅邸于1860年开始在原有民居和园林基础上兴建，1863年被李鸿章率部攻克苏州时工程仍未完全完成。此后忠王府几经易手，于1960年确认为苏州博物馆驻地。该建筑群现存三路建筑，其中中路为原有官署建筑。1961年，太平天国忠王府被列为全国重点文物保护单位，但由于李秀成于狱中写的数万言供词20世纪60年代初时引发巨大争议，1964年忠王府的文保资格被撤销。1981年，忠王府的全国重点文物保护单位资格被恢复。

## 历史
清朝咸丰十年四月（1860年6月2日）二破大营，太平天国忠王李秀成率部攻克了苏州，并以苏州及其周边的20多个州县建立了苏褔省。并逮捕超过十万名清兵当俘虏，日夜赶工一年建好苏州忠王府，当年8月，拙政园及其周围的潘姓、汪姓等宅邸逐步改建为其办公及居住场所，是为忠王府。忠王府当时共分为官署、左右宅第和花园部分，现拙政园中部和西部为当时忠王府的花园部分。同治二年十一月（1863年12月），李鸿章的淮军攻克苏州，其时对忠王府的改造还未彻底完成。此后在给原住在主人支付了归公费用后，忠王府被改为江苏巡抚衙门，并按照清代礼制重建了忠王府的大门，并且拆除了东西辕门、角楼和鼓吹亭，所有带龙的彩绘被全部涂抹。同治五年（1866年），江苏巡抚衙门迁至新址。同治十一年（1872年），忠王府被巡抚张之万收购，其中部花园和东西宅第被改为八旗奉直会馆，部分建筑为满足旗人需要而改建为四合院。光绪五年（1879年），西部部分宅第划归富商张履谦，被改建为补园。
辛亥革命之后，忠王府改称为直奉公馆。1938年抗日戰爭時，补园部分被日军占据，并改为“江苏省维新政府”（由中華民國維新政府管轄）所在地。1946年，忠王府整体被国立社会教育学院借用，作为校舍使用。
1949年5月，中国人民解放军攻克苏州，忠王府改由苏州行政区专员公署使用。1951年，忠王府建筑划归苏南区文物管理委员会管理:973-974。1952年时，忠王府曾一度被多家单位占用。1954年，拙政园从忠王府中剥离出来接受单独管理。1958年，忠王府改为苏州市文物保管委员会管理，并于1960年成为苏州博物馆馆址:973-974。

## 结构
太平天国忠王府整座院落坐北朝南，占地面积10650平方米，建筑面积7762平方米。南北长约140米，由东至西共分为三路建筑：:973-974
- 中路建筑自南而北依次有照墙、大门、仪门、正殿、后堂、后殿等建筑。其中大门面阔3间，东西长13米，进深8.8米，单檐歇山改硬山顶，柱础均为青石覆盆式。门内梁枋彩绘均被涂刷，但依然可以看到痕迹。次间的脊柱之间砌有隔墙，明间设断砌门，并放置有抱鼓石。大门左右两侧砌有八字墙，门前摆有一对石狮。大门北侧为仪门，门顶为硬山式，面阔3间，东西长15米，进深8.2米，梁、枋、桁间均有彩绘。仪门北侧为广庭，广庭东西两侧均建有宽7间的廊庑。广庭北侧为正殿，正殿北侧为后堂。正殿和后堂均为硬山顶、面阔3间，二者以纵深5架的卷棚顶穿廊连接，平面呈工字形，故俗称工字殿。正殿通高约12米，东西长17米，南北长17.4米，殿前设置有步廊，步柱间设置有14扇海棠花格心长窗。后堂东西长15米，进深8.6米，后置步廊。正殿与后堂的梁、枋、桁间均饰有彩绘。后堂北侧建有东西两排厢房，厢房北侧为后殿。后殿为硬山顶，高12米，面阔3间，东西长15米，进深11.5米，殿前设有步廊。后殿的后檐柱与后步柱相距仅1米，后檐墙高达7米，超出前廊桁2米，这种建筑形式非常反常规，这可能与后殿是忠王府举行礼拜仪式的“圣殿”有关。
- 西路建筑最南端石库门房，向北为大殿，大殿后有一座庭院，庭院北侧为鹤轩，即一座面阔三间的楠木厅。北侧为走马楼，为一围廊式两层建筑。
- 东路建筑最南侧为卧虬堂，堂外建有紫藤院，北侧为戏厅。戏厅占地面积450平方米，高9.85米，其内建有戏台，长8.65米，宽6.10米，高0.96米。戏厅后方为一座四合院，占地面积720平方米。

整座忠王府内已知原有彩绘495方，其中包袱锦285方，如意头210个。这些彩绘绘有山水、花卉、鸟兽及绚丽的锦纹，取材大多寓意福禄寿、吉庆有余、百事如意、锦上添花等。现存彩绘343方，其中323方是太平天国时期的原作，其余均被后来涂改。大门、仪门的额枋和正殿的额枋、步桁、脊桁曾绘有“双龙戏珠”、“祥云团龙”、“丹凤朝阳”、“凤穿牡丹”，现仅在正殿东西次间脊桁上有两方“凤穿牡丹”幸存，其余全部被涂刷。:973-974

## 保护
1951至1975年，当地文物部门对忠王府的官署部分7次修缮:974。1961年，太平天国忠王府被列为全国重点文物保护单位。1964年，因李秀成当年在狱中写下的数万字供词在当时一度被认定为是叛变的自白书，中华人民共和国文化部因此申请撤销太平天国忠王府的全国文物保护单位资格，并将其建筑作为拙政园内的园林建筑组成部分加以保存利用。当年10月26日，这一申请被国务院批复同意。1981年，国务院恢复了太平天国忠王府的全国重点文物保护单位资格。1983年起又陆续将大门、仪门、两庑、正殿、后堂、后殿等全面修葺，基本上恢复了忠王府官署建筑的原貌:974。2001年，苏州博物馆将忠王府门前的匾额恢复为忠王府，并重新开放了院内东侧的戏厅等建筑。2005年11月1日至2006年8月31日，国家文物局和苏州市政府拨款对忠王府进行全面整修，基本恢复原样。

## 图集
- 正门
- 仪门
- 正殿大厅
- 正殿大厅
- 正殿大厅彩绘
- 正殿后堂
- 后殿
- 东路八旗奉直会馆时期改建的戏厅